# Рогозін Георгій Георгійович
Гео́ргій Гео́ргійович Рого́зін (нар.7 серпня 1942 р., Владивосток — пом.6 березня 2014 р., Москва, рос. Рогозин Георгий Георгиевич) — кандидат юридичних наук, генерал-майор ФСБ у відставці, професор, академік Російської Академії Природних Наук, академік Міжнародної Академії Інформатизації, ректор-керівник майстерні зі складання психологічних портретів особистості (криміналістика), 1-й віце-президент Російського союзу енергоефективності, почесний член президії Федерації «косікі карате» Росії, директор Департаменту стратегічного планування «Елбім-банк».

## Біографія
- У 7 серпня 1942 р. народився в м. Владивосток РРФСР.
- Закінчив навчання у будівничому технікумі, працював мотористом («Востокрыбхолодфлот»).
- У 1962–1965 рр. служив в лавах армії.
- У 1969 р. закінчив Вищу «Червоного прапора» школу (рос. ВКШ) КДБ на 1-у факультеті (контррозвідка, спеціальність — військова контррозвідка).
- До 1972 р. служив оперуповноваженим на кораблях гідрографічної служби Тихоокеанського флоту.
- У 1972-1975 рр.. вчився на аспірантурі «ВКШ» КДБ, 1-ї спецкафедри (основи контррозвідувальної діяльності), отримав вчений ступінь кандидата юридичних наук. Був залишений на викладацькій діяльності у ВКШ, на 3-й спецкафедрі (військова контррозвідка).
- У 1978-1980 рр.. — старший уповноважений, потім старший науковий співробітник оперативно-аналітичної служби 3-го управління КДБ СРСР (військова контррозвідка).
- У 1980–1983 рр. — старший науковий співробітник, а пізніше заступник начальника відділу однієї з лабораторій НДІ КДБ, майор (Працював у відомчому НДІ «Прогноз» — розробка питань захисту державної таємниці і державних секретів).
- У 1983-1985 рр. — старший оперуповноважений інформаційно-аналітичного відділу в Приморському крайовому управлінні КДБ у Владивостоці (ходив у формі капітана 2-го рангу).
- У 1985 р. — старший оперуповноважений Управління «А» (аналітичного) 2-го управління КДБ (загальна контррозвідка — робота з іноземними резидентурами, дипломатичними та комерційними представництвами в СРСР).
- У 1986 р. — помічник начальника відділу у тому ж 2-м Головному Управлінні, підполковник,
- У 1987 р. — заступник начальника того ж відділу.
- У 1988-1992 рр. працював у Інституті проблем безпеки (НДІ КДБ) вченим консультантом 1-го відділу. Займався науково-дослідною, оперативною роботою в структурі КДБ, працював у президентській структурі.
- У 1992 р. працював в Службі безпеки Президента РФ. Був першим заступником начальника СБ Президента РФ. Займався питаннями астрології, телепатії, ясновидіння, гіпнозу, прикладної психології, телекінезу та парапсихології[2]. Він визнав, що образ «фальшивої» науки парапсихології, створювався навимисно. У державних науково-дослідних інститутах, у приватних лабораторіях проводилися секретні експерименти для війни екстрасенсорного сприйняття між спецслужбами ЦРУ й КДБ (ФСБ)[3]. Отримав псевдонім «Мерлін Кремля» (або «Нострадамус в погонах»).
- У 1994 р — генерал-майор ФСБ.
- 28 лютого 1996 р. увійшов до складу Міжвідомчої комісії із захисту державної таємниці (за посадою). Був відсторонений від обов'язків першого заступника начальника Служби безпеки Президента РФ.
- З 1997 р. керує інвестиційною компанією, пов'язаної з МАПО «МІГ». Консультант банку «СБС-Агро».
- У квітні 1998 р. призначений на директора Департаменту стратегічного планування «ЕЛБІМ-БАНК».
- Директор «Науково-Дослідного Інституту Експериментальної і Практичної Психології».
- 2011 — головний консультант корпорації «ЮРИФ». Віце-президент фонду «Законність і порядок».

Має онука (донька загинула в автокатастрофі в 1997 р.).

## Його публікації
- Г. Г. Рогозин, Б. К. Ратников, Д. Н. Фонарев, «За гранью познанного», изд. «ВеГа» (НАСТ России), 2008 г. ISBN 978-5-903649-02-0 (УДК 004—027.21 ББК 32.81 P25) (рос.)
- Г. Г. Рогозин, Б. К. Ратников, Д. Н. Фонарев, «За гранью познанного», изд. «Академия управления», серия «Хроники реального мира», г. Москва, 2010 г. ISBN 978-5-91047-012-9; (рос.)
- Г. Г. Рогозин, Б. К. Ратников, «Картина мира в представлении спецслужб», ISBN 978-5-91047-019-8 (рос.)
- Рогозин Г. Г., Ратников Б. К., «Риски развития России с позиции пситехнологий». — г. Москва: НОУ «Академия управления». — 2012 г. — 135 с. ISBN 978-5-91047-020-4 (рос.)

## Документальні фільми з його участю
- «Зов бездны» (рос.)
- «Штурм сознания» (рос.)